# László Székelyhidi
László Székelyhidi Jr. est un mathématicien hongrois né le 17 avril 1977 à Debrecen. Il s'intéresse aux équations aux dérivées partielles et au calcul des variations.

## Carrière
László Székelyhidi étudie les mathématiques à l'Université d'Oxford et obtient un doctorat en 2003 à l'Institut Max-Planck de mathématiques dans les sciences à Leipzig auprès de Stefan Müller avec une thèse intitulée Elliptic Regularity versus Rank-one Convexity. Ensuite, il travaille comme chercheur postdoctoral à l'Université de Princeton, à l'Institut Max-Planck de Leipzig et à l'École polytechnique fédérale de Zurich. De 2005 à 2007, il est maître de conférences à l'ETH Zürich, de 2007 à 2011 professeur à l'université rhénane Frédéric-Guillaume de Bonn et depuis 2011 professeur à l'université de Leipzig.

## Travaux
László Székelyhidi simplifie, dans deux articles avec Camillo De Lellis,, la preuve du paradoxe de Scheffer-Shnirelman (appelé ainsi d'après des articles de Vladimir Scheffer (de) en 1993 et de Alexander Shnirelman (de) en 1996) des équations d'Euler en dimension 2 des liquides parfaits incompressibles (sans forces extérieures). Ce paradoxe affirme l'existence de solutions mathématiques qui peuvent soudainement, et sans incitation extérieures, passer d'un état de repos à un comportement turbulent, en contradiction avec toute expérience physique (ils violent la loi de la conservation de l’énergie). Pour cela, ils construisent des solutions faibles des équations d'Euler au moyen d'une nouvelle méthode d'intégration convexe.

## Prix et distinctions

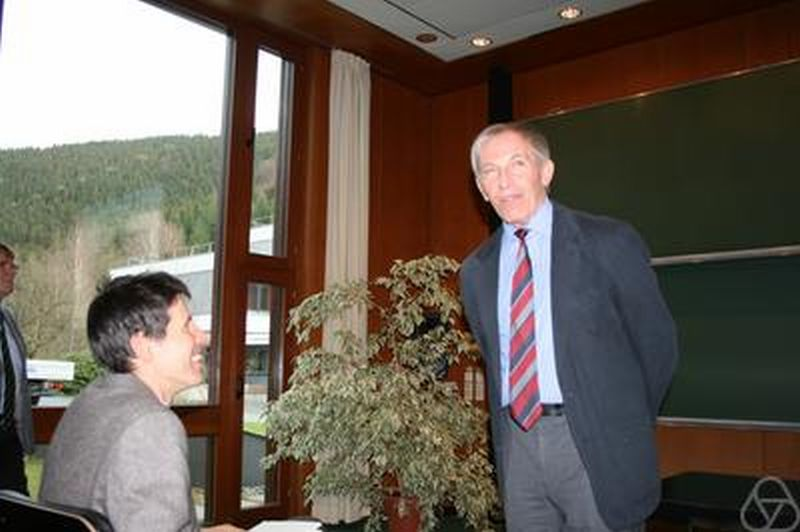
Avec Manfred Feilmeier, Oberwolfach, 2011

Depuis 2008 il est membre de la Junge Akademie au sein de la Berlin-Brandenburgische Akademie der Wissenschaften et membre de la société savante Leopoldina.
En 2011 il reçoit, avec Nicola Gigli, le Prix Oberwolfach décerné par l'Institut de recherches mathématiques d'Oberwolfach.
En 2014, il est conférencier invité au Congrès international des mathématiciens à Séoul avec une conférence intitulée The h-principle and turbulence.

## Sélection de publications
- László Székelyhidi, « The regularity of critical points of polyconvex functionals », Archive for Rational Mechanics and Analysis, vol. 172, no 1,‎ 2004, p. 133–152 (DOI 10.1007/s00205-003-0300-7)
- Camillo De Lellis et László Székelyhidi, « The Euler equations as a differential inclusion. », Ann. of Math., vol. 170, no 3,‎ 2009, p. 1417–1436 (DOI 10.4007/annals.2009.170.1417)
- Camillo De Lellis et László Székelyhidi, « Dissipative continuous Euler flows », Inventiones Mathematicae, vol. 193, no 2,‎ 2013, p. 377–407 (DOI 10.1007/s00222-012-0429-9)
- Camillo De Lellis et László Székelyhidi, « On Admissibility Criteria for Weak Solutions of the Euler Equations », Archive for Rational Mechanics and Analysis, vol. 195,‎ 2008, p. 225-260 (DOI 10.1007/s00205-008-0201-x)